# Малиновский сельсовет (Башкортостан)
Малиновский сельсовет — сельское поселение в Белебеевском районе Башкортостана Российской Федерации.
Административный центр — деревня Малиновка.

## История
Статус и границы сельского поселения установлены Законом Республики Башкортостан от 17 декабря 2004 года № 126-З «О границах, статусе и административных центрах муниципальных образований в Республике Башкортостан»

## Население
| 2002 | 2009  | 2010  | 2012  | 2013  | 2014  | 2015  |
| ---- | ----- | ----- | ----- | ----- | ----- | ----- |
| 1664 | ↘1253 | ↘1160 | ↘1120 | ↘1106 | ↘1034 | ↘1020 |
| 2016 | 2017  |       |       |       |       |       |
| ↘997 | ↘984  |       |       |       |       |       |

## Состав сельского поселения
По данным справочников административно-территориального деления БАССР (ББАССР, 1972; БАССР, 1981) входили 24 населённых пункта.
| №  | Населённый пункт       | Тип населённого пункта          | Население |
| -- | ---------------------- | ------------------------------- | --------- |
| 1  | Малиновка              | деревня, административный центр | ↘440      |
| 2  | Родники                | деревня                         | ↗259      |
| 3  | Скобелевка             | деревня                         | ↘114      |
| 4  | Весёлая Роща           | деревня                         | ↘73       |
| 5  | Брик-Алга              | деревня                         | ↗50       |
| 6  | Свобода                | деревня                         | ↘48       |
| 7  | Деревня разъезда Рябаш | деревня                         | ↗47       |
| 8  | Кум-Косяк              | деревня                         | ↘41       |
| 9  | Парафеевка             | деревня                         | ↗40       |
| 10 | Ик-Вершина             | деревня                         | ↗18       |
| 11 | Янги-Кюч               | деревня                         | ↘14       |
| 12 | Шелканово              | деревня                         | ↘11       |
| 13 | Фёдоровка              | деревня                         | ↘3        |
| 14 | Сердюки                | деревня                         | ↘2        |

### упразднённые населённые пункты
- посёлок Грозный
- посёлок Жуковка
- посёлок разъезда Мелеуз
- железнодорожная будка 1412 км
- железнодорожная будка 1421 км
- деревня Рябаш — в 2005 году
- железнодорожная будка 3 км — в 2005 году
- поселение железнодорожная будка 1430 км — в 2005 году
- поселение железнодорожная будка 1432 км — в 2005 году